# Buenas Noches from a Lonely Room
Az 1988-as Buenas Noches from a Lonely Room Dwight Yoakam harmadik Billboard-number one nagylemeze. Ezen szerepel Yoakam első két number one country-kislemeze: Streets of Bakersfield és I Sang Dixie. Az album harmadik slágere az  I Got You volt, amely az 5. helyig jutott a Hot Country Singles listán. Kisebb sikert ért el a Buenas Noches from a Lonely Room (She Wore Red Dresses), ami csak a 46. helyig volt képes eljutni.
Az album szerepel az 1001 lemez, amit hallanod kell, mielőtt meghalsz című könyvben.

## Az album dalai
| 1. | I Got You                                               | Dwight Yoakam                               | 3:28 |
| 2. | One More Name                                           | Yoakam                                      | 3:05 |
| 3. | What I Don't Know                                       | Yoakam                                      | 3:46 |
| 4. | Home of the Blues                                       | Johnny Cash, Glenn Douglas, Lillie McAlpine | 2:52 |
| 5. | Buenas Noches from a Lonely Room (She Wore Red Dresses) | Yoakam                                      | 4:31 |

| 1. | I Hear You Knockin'                     | J.D. Miller  | 3:12 |
| 2. | I Sang Dixie                            | Yoakam       | 3:47 |
| 3. | Streets of Bakersfield (Buck Owensszel) | Homer Joy    | 2:47 |
| 4. | Floyd County                            | Yoakam       | 2:55 |
| 5. | Send Me the Pillow (Maria McKee-vel)    | Hank Locklin | 3:00 |
| 6. | Hold On to God                          | Yoakam       | 3:14 |

## Közreműködők
- Dwight Yoakam – ének, gitár, ütőhangszerek
- Pete Anderson – gitár, hathúros basszusgitár, mandolin, háttérvokál
- Tom Brumley – pedal steel gitár
- Al Perkins – dobro
- Taras Prodaniuk – basszusgitár
- Dusty Wakeman – basszusgitár
- Jeff Donavan – dob
- Don Reed – hegedű
- Skip Edwards – zongora
- Scott Joss – mandolin
- Flaco Jiménez – harmonika (Francisco "Pancho" Zavaleta a Streets of Bakersfield-en)
- Buck Owens – háttérvokál
- Maria McKee – háttérvokál
- Jeff Rymes – háttérvokál
- Randy Weeks – háttérvokál
- Jim Lauderdale – háttérvokál
- Brantley Kearns – háttérvokál

## Fordítás
Ez a szócikk részben vagy egészben a Buenas Noches from a Lonely Room című angol Wikipédia-szócikk ezen változatának fordításán alapul.  Az eredeti cikk szerkesztőit annak laptörténete sorolja fel. Ez a jelzés csupán a megfogalmazás eredetét és a szerzői jogokat jelzi, nem szolgál a cikkben szereplő információk forrásmegjelöléseként.